# Uroplakin-1a
Uroplakin-1a (synonym Tetraspanin-21) ist ein Oberflächenprotein aus der Gruppe der Uroplakine und aus der Gruppe der Tetraspanine.

## Eigenschaften
Uroplakin-1a bildet Homodimere und ist ein Bestandteil der asymmetric unit membrane (AUM) des Urothels. Es wird vor allem in Zellen der Harnwege gebildet, in geringem Umfang auch in der Prostata. In Zellkultur wird die Genexpression eingestellt. Dagegen wird es in Urothelkarzinomen und Zelllinien davon gebildet. Uroplakin-1a besitzt Disulfidbrücken und ist glykosyliert.

## Uroplakine
Im Jahr 1990 untersuchte die Arbeitsgruppe um Sun die Bestandteile der AUM aus dem Urothel der Harnblase. Dabei konnten sie 3 Proteine identifizieren. Ein 27-kDa großes Protein wurde Uroplakin I, ein 15-kDa großes Uroplakin II und ein 47-kDa großes Uroplakin III genannt. Weitere Forschungen der Arbeitsgruppe an Uroplakinen des Rindes ergaben, dass Uroplakin I zwei Isoformen besitzt, die eine Größe von 27 kDa (Uroplakin Ia) und 28 kDa (Uroplakin Ib) haben. Beide Proteine sind Glykoproteine, haben also zusätzlich zur Aminosäurekette Zuckermoleküle. Uroplakin Ia und Uroplakin Ib haben etwa 39 % gleiche Aminosäuresequenzen. Sie besitzen 4 Transmembran-Domains, also Abschnitte, welche die Zellmembran durchdringen.